# Đảo Loại Ta
Đảo Loại Ta (tiếng Anh: Loaita Island (South Island of Horsburgh); tiếng Filipino: Kota; tiếng Trung: 南钥岛; bính âm: Nányào dǎo, Hán-Việt: Nam Thược đảo) là một đảo cát nhỏ thuộc cụm Loại Ta của quần đảo Trường Sa. Đây là đối tượng tranh chấp giữa Việt Nam, Đài Loan, Philippines và Trung Quốc. Hiện Philippines đang kiểm soát đảo này.

## Môi trường
Loại Ta là một đảo cát cao 1,5 m, diện tích 6,45 ha, nằm trên một rạn san hô dạng hình tròn có diện tích khoảng 50 ha. Đảo này có nhiều thực vật ngập mặn và dừa. Có một giếng nước ngọt nhưng giếng này rất ít nước. Quanh đảo là bãi cát trắng đẹp mắt. Năm 1982, Bộ Tài nguyên Thiên nhiên Philippines đã thành lập một khu bảo tồn rùa biển tại đảo Loại Ta.

## Lịch sử

Bia chủ quyền trên đảo Loại Ta được quân đội Việt Nam Cộng hòa xây dựng ngày 22 tháng 5 năm 1963

Ngày 21 tháng 12 năm 1933, Thống đốc Nam Kỳ Jean-Félix Krautheimer ký Nghị định số 4702-CP sáp nhập một số đảo chính - trong đó có đảo Loại Ta - và các đảo phụ thuộc trong quần đảo Trường Sa vào địa phận tỉnh Bà Rịa.
Đầu thập niên 1960, một số tàu của Hải quân Việt Nam Cộng hòa có đôi lần ghé thăm đảo Loại Ta. Năm 1961, tàu HQ-02 Vạn Kiếp và HQ-06 Vân Đồn viếng thăm đảo. Năm 1963, ba tàu gồm HQ-404 Hương Giang, HQ-01 Chi Lăng và HQ-09 Kỳ Hòa đi thăm và xây dựng lại một cách có hệ thống các bia chủ quyền trên một số đảo thuộc Trường Sa; ngày 22 tháng 5, họ dựng bia trên đảo Loại Ta.
Năm 1970, Tổng thống Philippines Ferdinand Marcos ra lệnh cho quân đội bí mật chiếm bảy đảo của Trường Sa, trong đó có đảo Loại Ta.

## Hình ảnh
| đá An Nhơn Bắc đá An Nhơn đá An Nhơn Nam đá Sa Huỳnh đảo Loại Ta đảo Loại Ta Tây bãi Loại Ta Nam đá An Lão bãi Đường đảo Bến Lạc đá Cá Nhám đá Tân Châu Đảo Loại Ta và các thực thể địa lý phụ cận (nguồn ảnh: NASA). |